# Akhisar Belediye Gençlik ve Spor
O Akhisar Belediye Gençlik ve Spor (mais conhecido como Akhisar Belediyespor ou simplesmente Akhisarspor) é um clube multidesportivo com sede em Akhisar, cidade da província de Manisa, fundado em 8 de abril de 1970. De propriedade do governo local de Akhisar, atua nas modalidades de basquetebol, taekwondo, luta livre e, principalmente, futebol. Atualmente disputa a Terceira Divisão Turca.
Suas cores são o verde, o preto e o amarelo. O clube tem uma grande rivalidade local contra Turgutluspor e Manisaspor, com quem compartilhou o mando de campo no Manisa 19 Mayis Stadyumu, com capacidade para 16,597 espectadores, de 2012 a 2017.
Atualmente, desde 2018, manda seus jogos no recém-construído Estádio Municipal de Akhisar, com capacidade para 12,139 espectadores.

## História
Na temporada 2011–12, sagrou-se campeão da Segunda Divisão Turca pela primeira vez em sua história e conseguiu o inédito acesso à Süper Lig. O gol do título foi marcado pelo brasileiro Diego Lima.
Em sua galeria de troféus também se encontra 1 Copa da Turquia, vencida na temporada 2017–18, tendo batido o Fenerbahçe na final em jogo único por 3–2. No mesmo ano, também conquistou 1 Supercopa da Turquia, batendo em partida única o Galatasaray nos pênaltis por 5–4 após empate no tempo normal por 1–1.

## Títulos oficiais
- Segunda Divisão Turca (1): 2011–12
- Copa da Turquia (1): 2017–18
- Supercopa da Turquia (1): 2018

### Campanhas de destaque
- Vice-campeão da Quarta Divisão Turca (1): 2007–08
- Vice-campeão da Terceira Divisão Turca (1): 2009–10
- Vice-campeão da Copa da Turquia (1): 2018–19
- Vice-campeão da Supercopa da Turquia (1): 2019

## Uniformes

### Uniformes atuais
- 1º - Camisa listrada em verde e preto, calção e meias pretas;
- 2º - Camisa branca, calção e meias brancas;
- 3º - Camisa vermelha, calção e meias vermelhas.

| 1º Uniforme | 2º Uniforme | 3º Uniforme |

### Uniformes anteriores
- 2018–19

| Primeiro | Segundo | Terceiro | Quarto |

- 2017–18

| Primeiro | Segundo | Terceiro |

- 2016–17

| Primeiro | Segundo | Terceiro |

- 2015–16

| Primeiro | Segundo | Terceiro |

- 2014–15

| Primeiro | Segundo | Terceiro |

- 2013–14

| Primeiro | Segundo | Terceiro |

- 2012–13

| Primeiro | Segundo | Terceiro | Quarto |

- 2011–12

| Primeiro | Segundo | Terceiro |

- 2010–11

| Primeiro | Segundo |